# Red Oak (Teksas)
Red Oak je grad u američkoj saveznoj državi Teksas. Prema popisu stanovništva iz 2010. u njemu je živjelo 10.769 stanovnika.